# Denise Richardsová
Denise Lee Richardsová (nepřechýleně Richards; * 17. února 1971, Downers Grove, Illinois, USA) je americká herečka a bývalá modelka. Známou se stala na přelomu milénia díky sérii filmů jako jsou Hvězdná pěchota, Nebezpečné hry a bondovka Jeden svět nestačí, které upozornily na její sex appeal. Moderuje také svou vlastní reality show Denise Richards: It's Complicated (Denise Richardsová: Je to složitý) na kabelové televizi E!.

## Osobní život
Narodila se v Downers Grove ve státu Illinois. Otec Irv je inženýr, matka Joni vlastnila kavárnu. Má sestru Michelle. Střední školu El Camino High School v Oceanside (Kalifornie) ukončila roku 1989, kde s rodinou od šestnácti let žila. Na počátku filmové kariéry pracovala jako modelka. Objevila se v řadě seriálů ve vedlejších rolích, například Ženatý se závazky, Superman, Melrose Place  nebo  Beverly Hills 90210. První významnou filmovou roli získala ve snímku Hvězdná pěchota v roce 1997. Následovaly další ve filmech Nebezpečné hry  (1998) a Jeden svět nestačí (1999), kde se stala bond girl v roli jaderné fyzičky Christmas Jonesové.
V roce 2002 se provdala za herce Charlieho Sheena, se kterým se o čtyři roky později rozvedla. Narodily se jim dvě dcery Sam J (nar. 2004) a Lola Rose Sheen (nar. 2005). Společně s manželem si zahráli ve filmu Scary Movie 3 (2003). Pravidelně se umísťuje na předních pozicích nejkrásnějších žen, které jsou vyhlašovány různými časopisy a agenturami. V prosinci 2004, jen pět měsíců po porodu, pózovala pro časopis Playboy.

## Filmografie
| Rok  | Název                                       | Role                          | Poznámka                    |
| ---- | ------------------------------------------- | ----------------------------- | --------------------------- |
| 1993 | Nabitá zbraň 1                              | Cindy #1                      | poprvé se objevila ve filmu |
| 1994 | Tammy and the T-Rex                         | Tammy                         |                             |
| 1995 | 919 Fifth Avenue                            | Cathy Damore                  | TV film                     |
| 1995 | Pacifická dálnice                           | Jess                          | TV film                     |
| 1996 | V okamžiku                                  | Tina Jacobs                   | TV film                     |
| 1996 | Pier 66                                     | Colleen                       | Television film             |
| 1997 | Hvězdná pěchota                             | Carmen Ibanez                 |                             |
| 1997 | Zkurvená nuda                               | Jana                          |                             |
| 1998 | Nebezpečné hry                              | Kelly Lanier Van Ryan         | poprvé svlečená ve filmu    |
| 1998 | Lookin' Italian                             | Elizabeth                     |                             |
| 1999 | Jeden svět nestačí                          | Dr. Christmas Jones           | bond girl                   |
| 1999 | Krása na zabití                             | Rebecca 'Becky' Ann Leeman    |                             |
| 1999 | Zatraceně divná jízda                       | Wendy                         |                             |
| 2001 | Zeptejte se Cindy                           | Cindy Styne                   |                             |
| 2001 | Valentine                                   | Paige Prescott                |                             |
| 2002 | Impérium                                    | Trish                         |                             |
| 2002 | Bratrstvo černé pracky                      | Penelope Snow/White She Devil |                             |
| 2002 | Dvě na jednoho                              | Chloe                         |                             |
| 2002 | Pomoc!!! Já mám rande                       | Diana Evans                   |                             |
| 2003 | Scary Movie 3                               | Annie Logan                   |                             |
| 2003 | Láska nebeská                               | Carla                         |                             |
| 2004 | Bláznivá svatba                             | Lauren Candell                | TV film                     |
| 2004 | Whore                                       | Rebecca                       |                             |
| 2005 | Portrét šílenství                           | B-girl                        |                             |
| 2008 | Blonďatá a blonďatější                      | Dawn St. Dom                  |                             |
| 2009 | Kambakth Ishq                               | sama sebe                     | Bollywoodský film (Hindu)   |
| 2009 | Deep in the Valley                          | Autumn Bliss                  |                             |
| 2011 | Cougars, Inc.                               | Judy                          |                             |
| 2012 | Tajný agent v sukni                         | Kate Needleman                |                             |
| 2012 | Freeloaders                                 | samu sebe                     |                             |
| 2015 | Operace: Koukej kolem sebe!                 | Denise Sorensen               |                             |
| 2015 | Vánoční výměna                              | Chloe                         |                             |
| 2017 | American Violence                           | Dr. Amanda Tyler              |                             |
| 2017 | American Satan                              | Kat Faust                     |                             |
| 2017 | Zločin na palubě                            | Gretchen Blair                |                             |
| 2018 | Karavan smrti                               | Jennifer                      |                             |
| 2018 | The Prayer Box                              | Karen                         |                             |
| 2018 | 1st Born                                    | Christine                     |                             |
| 2018 | Pistachio                                   | teta Glo                      |                             |
| 2019 | Reality Queen!                              | Angelina Streisand            |                             |
| 2019 | Adventures of Dally & Spanky                | Kelly Banks                   |                             |
| 2019 | My Adventures With Santa                    | Valerie                       |                             |
| 2020 | Alpha Code                                  | Johana                        |                             |
| —    | Saturday at the Starlight                   | paní Sproatová                |                             |
| —    | Switched                                    | Victoria sharp                |                             |
| —    | Amazon Lost                                 | Jenny Chou                    |                             |
| —    | Money Plane                                 | Sarah                         |                             |
| —    | Timecrafters: The Treasure of Pirate's Cove | Victoria Dare                 |                             |

### Televize
| Rok        | Název                                | Role                | Poznámka                                   |
| ---------- | ------------------------------------ | ------------------- | ------------------------------------------ |
| 1990       | Life Goes On                         | Camille             | díl: „"It Ain't All It's Cracked Up to Be“ |
| 1991       | Ženatý se závazky                    | Dívka #2            | díl: „Kelly jde do Hollywoodu (2. část)    |
| 1991       | Doogie Howser, M.D.                  | Alissa              | díl: „Doogstruck“                          |
| 1991       | Saved by the Bell                    | Cynthia             | díl: „The Last Weekend“                    |
| 1992       | Eerie, Indiana                       | Dívka #2            | díl: „Reality Takes a Holiday“             |
| 1992       | Beverly Hills 90210                  | Robin McGill        | díl: „Wedding Bell Blues“                  |
| 1993       | Show Jerryho Seinfelda               | Molly Dalrymple     | díl: „The Shoes“                           |
| 1993       | Lidé z oddělení vražd                | Jennifer Ivey       | díl: „Eleven Grains of Sand“               |
| 1993       | In Living Color                      |                     | díl: „The Dirty Dozens“                    |
| 1993       | Against the Grain                    | Jodi Collins        | 2 díly                                     |
| 1994       | Lois and Clark                       | Angela              | díl: „Season's Greedings“                  |
| 1994       | Burkeho zákon                        | Jennifer            | díl: „Who Killed the Beauty Queen?“        |
| 1995       | P.C.H.                               | Jess                | TV film                                    |
| 1995       | Stíny nad Waikiki                    | Deirdre Mansfield   | díl: „Flowers of Evil“                     |
| 1995       | Doba přílivu                         | Alex                | díl: „One on One“                          |
| 1996       | Melrose Place                        | Brandi Carson       | 3. díl                                     |
| 1996       | Weird Science                        | Valerie             | díl: „Funhouse of Death“                   |
| 1996       | In the Blink of an Eye               | Tina Jacobs         | TV film                                    |
| 1996       | Pier 66                              | Colleen             | TV film                                    |
| 2000       | 919 Fifth Avenue                     | Cathy Damore        | TV film                                    |
| 2001       | Přátelé                              | Cassie Geller       | díl: „Sestřenice“                          |
| 2001       | Všichni starostovi muži              | Jennifer Duncan     | 4 díly                                     |
| 2003–2004  | Dva a půl chlapa                     | Lisa                | 2 díly                                     |
| 2004       | Bláznivá svatba                      | Lauren Candell      | TV film                                    |
| 2005       | Sex, láska a tajemství               | Jolene Butler       | hlavní role, 10 dílů                       |
| 2006       | Secrets of a Small Town              | Brenda Rhodes       | neprodaný televizní pilotní díl            |
| 2008–2009  | Denise Richards: It's Complicated    | samu sebe           | 17 dílů, také výkonná producentka          |
| 2009       | Dancing With the Stars               | samu sebe/soutěžící | 5 dílů                                     |
| 2010       | Harry Loves Lisa                     | samu sebe           |                                            |
| 2010–2011  | Borci z Blue Mountain State          | Debra Simon         | 14 dílů                                    |
| 2012–2013  | Kurz sebeovládání                    | Lori                | 2 díly                                     |
| 2012       | Studio 30 Rock                       | samu sebe           | 2 díly                                     |
| 2012       | Modrá laguna: Procitnutí             | Barbara Robinson    | TV film                                    |
| 2012       | Nakopni to                           | Leona/              | díl: „The Wedding Crashers“                |
| 2012       | 90210: Nová generace                 | Gwen Thompson       | díl: „902-100“                             |
| 2013–2014  | Twisted                              | Karen Desai         | hlavní role                                |
| 2014       | Vrah mého manžela                    | Nora Grant          | TV film                                    |
| 2015       | A Christmas Reunion                  | Amy                 | TV film                                    |
| 2015       | To je tvoje máma?                    | Pepper Spinner      | díl: „Mixed Doubles“                       |
| 2015       | Vanity                               | Marion Bellerose    | 9 dílů                                     |
| 2016       | Rock in a Hard Place                 | Heather             | díl: „Pilot“                               |
| 2016       | Jane the Virgin                      | Samu sebe           | díl: „Chapter Fifty-One“                   |
| 2018       | Ant & Dec’s Saturday Night Takeaway  | Samu sebe           | díl 15.6                                   |
| 2018       | Alone Together                       | Heather             | díl: „Fertility“                           |
| 2018       | Christmas Break-In                   | Jackie              | TV film                                    |
| 2018–dosud | The Real Housewives of Beverly Hills | Samu sebe           | hlavní role (od 9. řady)                   |
| 2019       | The Secret Lives of Cheerleaders     | Candice             | TV film                                    |
| 2019       | BH90210                              | Samu sebe           | díl: „The Long Wait“                       |
| 2019       | The Price Is Right                   | Samu sebe           | díl 48.31                                  |
| 2019–dosud | FraXtur                              | Susan               | 2 díly                                     |
| 2019–dosud | Báječní a bohatí                     | Shauna Fulton       | 81 dílů                                    |
| 2020       | Paper Empire                         | Bentley             | 8 dílů                                     |